# دیوید بوکیت
دیوید بوکیت (انگلیسی: David Boykett; ۱۹ اوت ۱۹۳۴ – ۱۰ فوریهٔ ۲۰۱۶) قایقران روئینگ اهل استرالیا بود.